# Stigelmattbach
Der Stigelmattbach (im Kanton Aargau Butzerütibach genannt) ist ein 1 km langer linker Zufluss der Reppisch in den Gemeinden Rudolfstetten-Friedlisberg, Urdorf und Bergdietikon in den Schweizer Kantonen Aargau und Zürich. Er entwässert ein etwa 0,37 Quadratkilometer grosses Gebiet am Nordhang des Holzbirrlibergs.
Auf den Karten des Geoinformationssystem des Kantons Aargau wird der Bach als Butzerütibach bezeichnet und besitzt einen anderen Quellbach. Der Bach, welcher auf dem Geoinformationssystem des Kantons Zürich sowie auf den Karten der Schweizer Bundesverwaltung als Stigelmattbach bezeichnet ist, wird im Aargau mit Chlosterholz 2 bezeichnet und ist dort nur ein Zufluss des Butzerütibachs.

## Geographie

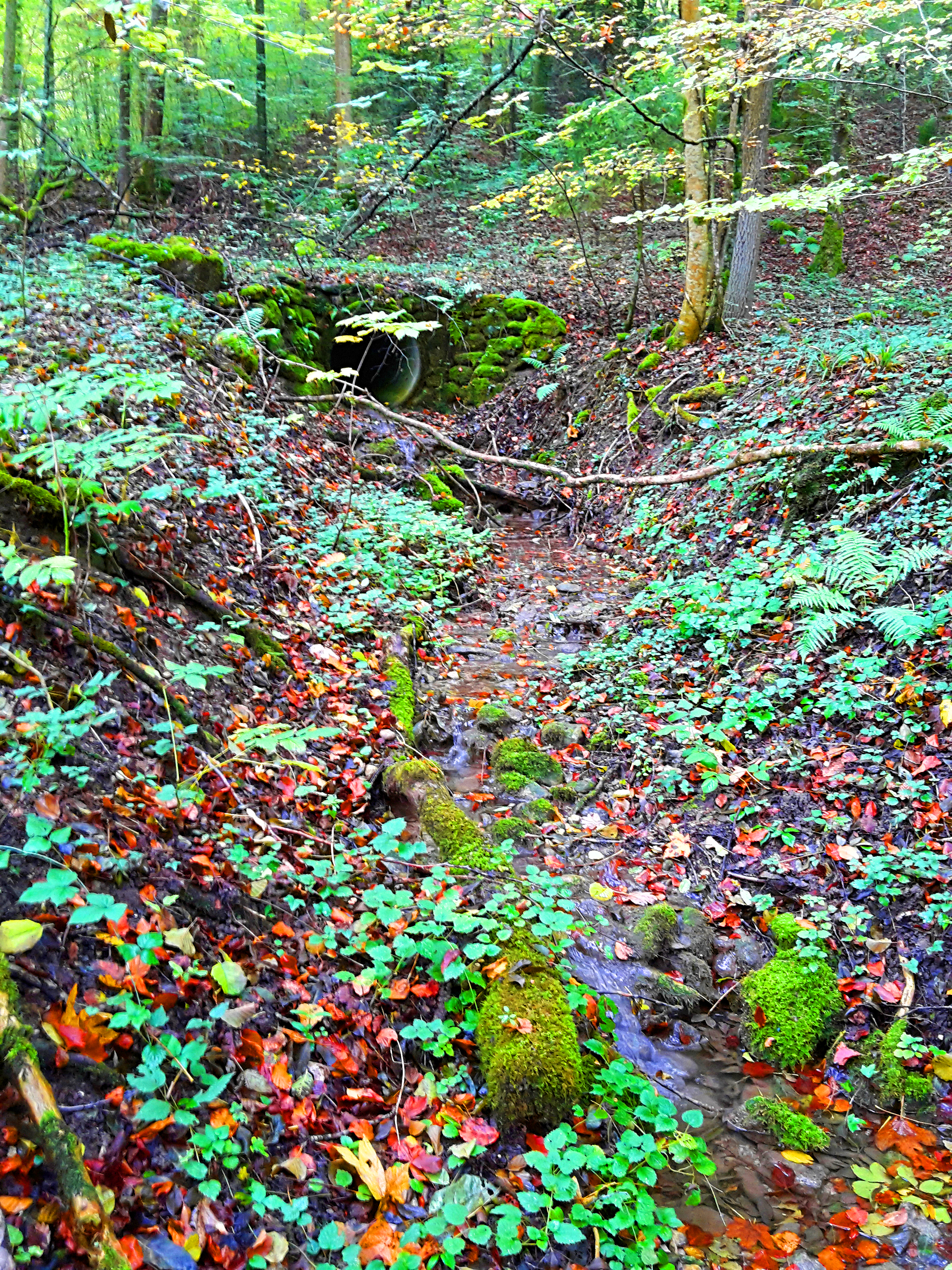
Stigelmattbach kurz vor der Einmündung des Butzerütibachs im Oktober

### Verlauf
Der Bach entspringt auf einem Feld in der Flur Ibruch auf 606 m ü. M. nahe dem Ortsteil Friedlisberg. Er fliesst anfangs Richtung Nordosten, wendet sich dann aber gegen Nordwesten. In der Flur Butzerüti nimmt er von links den Krebsbach auf und überquert die Grenze zum Kanton Zürich. Der Stigelmattbach durchfliesst jetzt in der Flur Underbuechholz ein Tobel, welches parallel zu dem des Butzerütibachs im Westen und zu dem des Malefizgrabens im Osten liegt. Wenig später tritt er für rund 30 Meter wieder auf Aargauer Boden über, wo er den hier längeren Butzerütibach aufnimmt. Er bildet nun die Kantonsgrenze für rund 155 Meter und mündet schliesslich bei der Schiessanlage Reppischtal in die Reppisch.

### Einzugsgebiet
Das Einzugsgebiet des Stigelmattbach misst ungefähr 0,37 km², wovon der absolut grösste Teil bewaldet ist. Der höchste Punkt des Gebiets liegt auf 624 m ü. M. in der Flur Boossematt wenig östlich von Friedlisberg. Ausserdem gehört der Unterlauf des Baches im Kanton Zürich zum Waldreservat Chlosterholz.
Im Osten liegt das Einzugsgebiet des Malefizgrabens, welcher ebenfalls in die Reppisch mündet.

### Zuflüsse
Direkte und indirekte Zuflüsse des Stigelmattbachs mit Länge:
- Krebsbach (links), 0,1 km
  - Ibruchbach 2 (rechts), 0,1 km
- Butzerütibach (links), 1,1 km
  - Chlosterholz 3 (links), 0,1 km
- Chlosterholz 1 (links), 0,2 km

## Flora
Im obersten Bachabschnitt findet sich Zweiblatt-Eschenmischwald, welcher hier auf staunassen Lehmböden wächst. Danach durchfliesst er im Oberlauf hauptsächlich typischen Waldmeister-Buchenwald mit Lungenkraut und Wald-Ziest sowie Seggen-Bacheschenwald mit Riesenschachtelhalm, aber auch Aronstab-Buchenmischwald. Im Kanton Zürich durchfliesst er dann Waldhirsen-Buchenwald. Die letzten Meter bis zur Mündung ist von einem artenarmen Zahnwurz-Buchenwald mit Schlaffer Segge sowie Ahorn-Eschenwald mit Bärlauch geprägt.